# Dissiliaria baloghioides
Dissiliaria baloghioides là một loài thực vật có hoa trong họ Picrodendraceae. Loài này được F.Muell. ex Baill. mô tả khoa học đầu tiên năm 1867.